# Izraeli női vízilabda-válogatott
Az izraeli női vízilabda-válogatott Izrael nemzeti csapata, melyet az Izraeli Úszó-szövetség irányít.
Izraelben a vízilabda nem tartozik a sikersportágak közé, a női nemzeti együttes előkelő helyezést nemzetközi versenyen még nem ért el.

## Eredmények

### Olimpiai játékok
- 2000-2020 – Nem jutott ki

### Világbajnokság
- 2023 – 10. hely

### Európa-bajnokság
- 2018 – 10. hely
- 2020 – 9. hely
- 2022 – 6. hely
- 2024 – 9. hely

### Világkupa
- 2023 – 7. hely